# Bob Turner (Politiker)

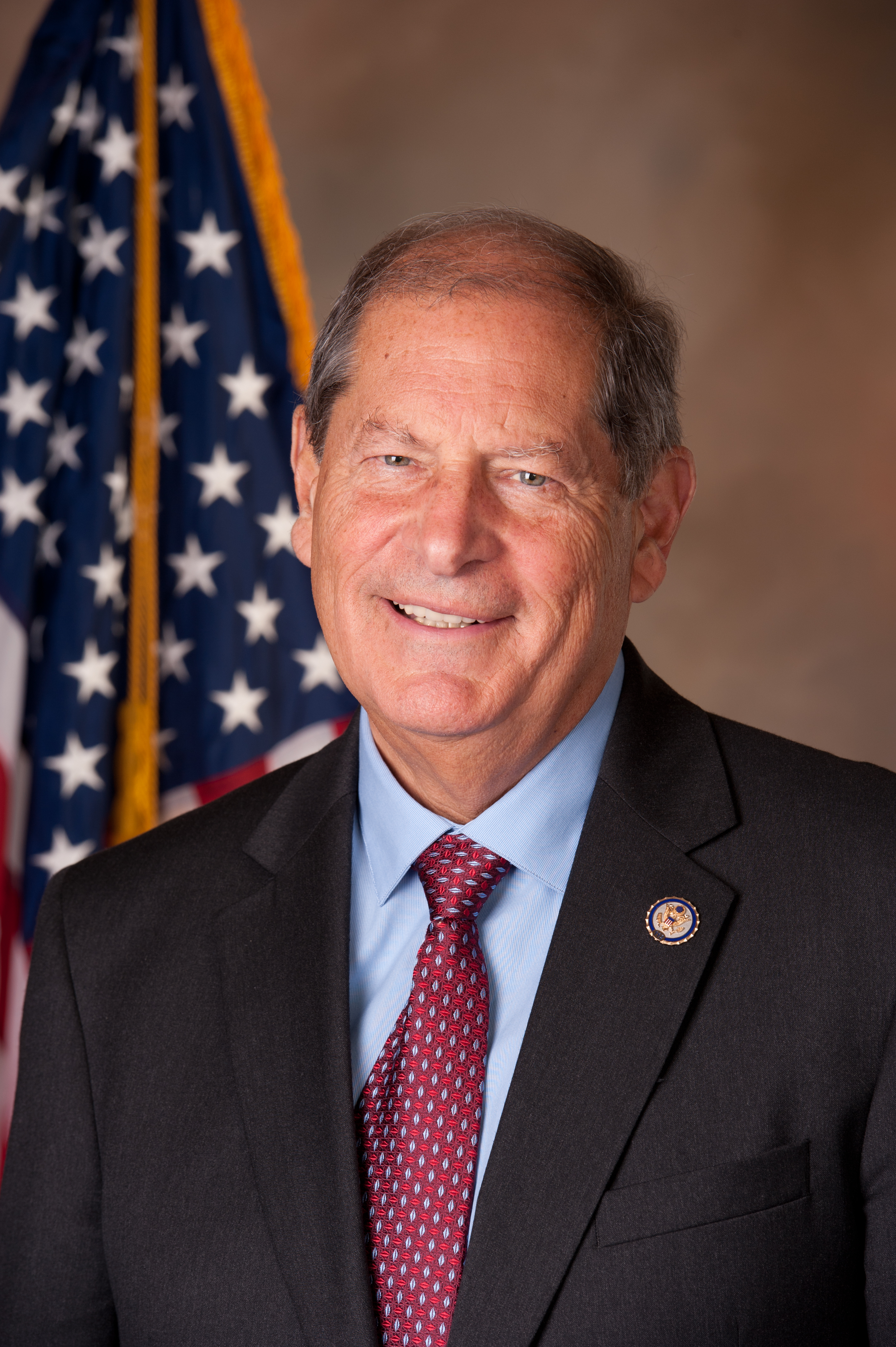
Bob Turner (2011)

Robert L. „Bob“ Turner (* 2. Mai 1941 in New York City) ist ein US-amerikanischer Politiker. Von 2011 bis 2013 vertrat er den Bundesstaat New York im US-Repräsentantenhaus. Bei den parteiinternen Vorwahlen (Primaries) für die Kandidatur zum US-Senat bei den Wahlen 2012 unterlag er Wendy E. Long, die gegen die Amtsinhaberin Kirsten Gillibrand antrat.

## Werdegang
Bob Turner absolvierte die Richmond Hill High School in New York und studierte danach an der dortigen St. John’s University. Zwischen 1962 und 1964 diente er in der United States Army. Über 40 Jahre lang arbeitete er in der Werbe- und Fernsehbranche. Er entwarf eigene Fernsehshows und leitete die Firma Multimedia Entertainment. Er modifizierte das Format verschiedener Fernsehsendungen und Serien, darunter auch die im deutschsprachigen Raum bekannte Serie Baywatch. Außerdem war er bei einigen Werbefirmen in führenden Funktionen tätig. Politisch schloss er sich der Republikanischen Partei an. Er wurde ein entschiedener Gegner der Gesundheitsreform von Präsident Barack Obama. Im Jahr 2010 kandidierte er noch erfolglos für das US-Repräsentantenhaus.
Nach dem Rücktritt des demokratischen Abgeordneten Anthony Weiner, dem er zuvor unterlegen gewesen war, wurde Turner bei der fälligen Nachwahl für den neunten Sitz von New York als dessen Nachfolger in das US-Repräsentantenhaus in Washington, D.C. gewählt, wo er am 13. September 2011 sein neues Mandat antrat. Da er im Jahr 2012 auf eine weitere Kandidatur verzichtete und stattdessen erfolglos die Nominierung seiner Partei für die Senatswahlen anstrebte, übte er dieses Mandat nur bis zum 3. Januar 2013 aus. Er war Mitglied im Auswärtigen Ausschuss, im Veteranenausschuss und im Ausschuss für Innere Sicherheit.
Bob Turner war 48 Jahre lang mit Peggy Turner verheiratet. Er hat fünf erwachsene Kinder und 13 Enkelkinder. Im November 2012 wurde sein Haus in Queens von Hurrikan Sandy zerstört bzw. durch nachfolgendes Feuer verwüstet.